# カルチェリ
カルチェリ（伊: Carceri）は、イタリア共和国ヴェネト州パドヴァ県に存在した、人口約1,500人の基礎自治体（コムーネ）。
2024年1月22日にヴィギッツォーロ・デステと合併してサンタ・カテリーナ・デステの一部となった。

## 地理

### 位置・広がり

#### 隣接コムーネ
隣接するコムーネは以下の通り。
- エステ
- オスペダレット・エウガーネオ
- ポンソ
- ヴィギッツォーロ・デステ

### 気候分類・地震分類
カルチェリにおけるイタリアの気候分類 (it) および度日は、zona E, 2421 GGである。
また、イタリアの地震リスク階級 (it) では、zona 3 (sismicità bassa) に分類される。

## 行政

### 分離集落
カルチェリには、以下の分離集落（フラツィオーネ）がある。
- Arzaron, Bertoline, Businari, Buttarello, Capetta, Lenguora, Paluan, Veronese, Zanetti